# مارك دويل
مارك دويل (بالإنجليزية: Mark Doyle)‏ هو صحفي بريطاني، ولد في القرن العشرين.